# Buitenpost
Buitenpost (Fries: Bûtenpost, [butn’pɔst]) is een dorp en de hoofdplaats van de gemeente Achtkarspelen, in de Nederlandse provincie Friesland.
Buitenpost ligt ten noordoosten van Drachten en ten noordwesten van Groningen, tussen Kollum en Augustinusga. Het dorp, dat op 1 januari 2023 5.905 inwoners telde, is na Surhuisterveen het grootste dorp van de gemeente Achtkarspelen. Onder het dorp vallen ook de buurtschappen Lutkepost en De Laatste Stuiver.

## Geschiedenis
Buitenpost zou als noordelijke satellietnederzetting van Lutkepost zijn ontstaan. In 1388 werd Post genoemd, waarschijnlijk duidend op de twee kernen tezamen, gelegen bij een brug. Deze brug was niet meer dan een vastgelegen brede plank over de sloot; zo'n eenvoudige brug werd een post genoemd. Lutkepost was tot 1945 een zelfstandig dorp.
De eerste zelfstandige vermelding van Buitenpost is in 1418 als Uetpost. In 1480 werd het vermeld als Butapost en in 1558 als Butenpost. Het eerste deel van de eerste vermelding, 'Uet' duidt op het feit dat het buitenwaarts was gelegen terwijl het latere 'buta' verwijst naar het feit dat het ten noorden is gelegen, richting de zee.
Langzamerhand vestigden zich er in Buitenpost leden van voorname Friese families; rouwborden in de oude kerk van Buitenpost herinneren daaraan. In de 19e eeuw begon Buitenpost voordeel te trekken uit de ligging tussen Groningen en Leeuwarden. Buitenpost werd pleisterplaats voor de postwagens. In 1866 werd de spoorlijn tussen Groningen en Leeuwarden geopend en verloor Buitenpost langzamerhand zijn betekenis als pleisterplaats voor postwagens.

## Verkeer en vervoer
Buitenpost heeft een spoorwegstation aan de spoorlijn Groningen - Leeuwarden. In beide richtingen rijdt drie keer per uur een trein. Twee daarvan zijn stoptreinen en één is een sneltrein. Behalve de spoorlijn heeft de ligging aan meerdere doorgaande wegen bijgedragen aan de ontwikkeling van Buitenpost. In 2013 is een nieuwe weg langs het dorp aangelegd die Bútenom genoemd wordt.
Vanaf Buitenpost rijden streekbussen van Qbuzz: 
- Lijn 12: Buitenpost - Augustinusga - Surhuizum - Surhuisterveen - Rottevalle - Drachten
- Lijn 61: Damwâld - Walterswâld - Driezum - Westergeast - Kollumersweach - Feankleaster - Buitenpost
- Lijn 62: Buitenpost - Kollum - Oudwoude - Westergeest - Triemen - Kollumerzwaag - Zwaagwesteinde - Veenwouden - Quatrebras - Tietjerk - Groene Ster - Leeuwarden
- Lijn 63: Buitenpost - Kollum - Kollumerpomp - Engwierum - Ee - Jouswier - Metslawier - Wetsens - Dokkum

Ook rijden er een buurtbus en meerdere opstappers van Qbuzz.

## Onderwijs
Buitenpost kent drie basisscholen; de Lichtbron (Protestants-christelijk, ontstaan door samenvoeging van de Flambouw en de Fakkel), de Fontein (gereformeerd/vrijgemaakt) en de Mienskip (openbaar). Er zijn ook twee scholen voor voortgezet onderwijs; het Aeres voor mbo en vmbo en het (christelijk) Lauwers College voor vmbo, havo en vwo.

## Sport
- Overdekt zwembad ('De Kûpe')
- Sporthal de Houtmoune

Sportverenigingen:
- VV Buitenpost, voetbalvereniging
- VC Buitenpost
- Kaatsclub Buitenpost
- KV Flamingo's
- Ljeppersklub Buitenpost (polsstokverspringen)
- GV MAAS
- Hengel sportverenigingBuitenpost
- IJsclub Buitenpost
- Zwem- en waterpolovereniging Buitenpost 'P.W.C'
- Tennisvereniging Buitenpost
- Paarden- en ponyclub 'de postruiters'
- Schaakvereniging "De Twee Kastelen" (oorspronkelijk uit Gerkesklooster en Kollum)
- Fietstourclub Buitenpost
- Badmintonclub Buitenpost
- Scoutinggroep "De Brimzen"
- Tafeltennisvereniging Buitenpost

Profclubs zoals sc Heerenveen, SC Cambuur, Valencia, FC Groningen, FC Barcelona en diverse andere clubs kwamen in Buitenpost op bezoek op De Swadde, zoals de locatie van de voetbalvelden van VV Buitenpost heet.

## Bezienswaardigheden
In Buitenpost is de Botanische Tuin De Kruidhof gevestigd. Er bevindt zich het IJstijdenmuseum, met allerlei archeologische vondsten uit de ijstijd in Buitenpost. Verder is er de molen De Mûnts. En er zijn verschillende kunstwerken verspreid over het dorp. In juni 2009 is er een nieuw kunstwerk geplaatst op de hoek van het Nijenstijn Plein, een kunstwerk van Hans Jouta uit Ferwerd. Het kunstwerk is vier meter hoog en heeft de vorm van een paardenstaart. Historisch gezien heeft Buitenpost altijd iets gehad met paarden. Elk jaar is er in juli-augustus een feestweek met allerlei activiteiten, zoals een kermis, een jaarmarkt en een concours hippique.

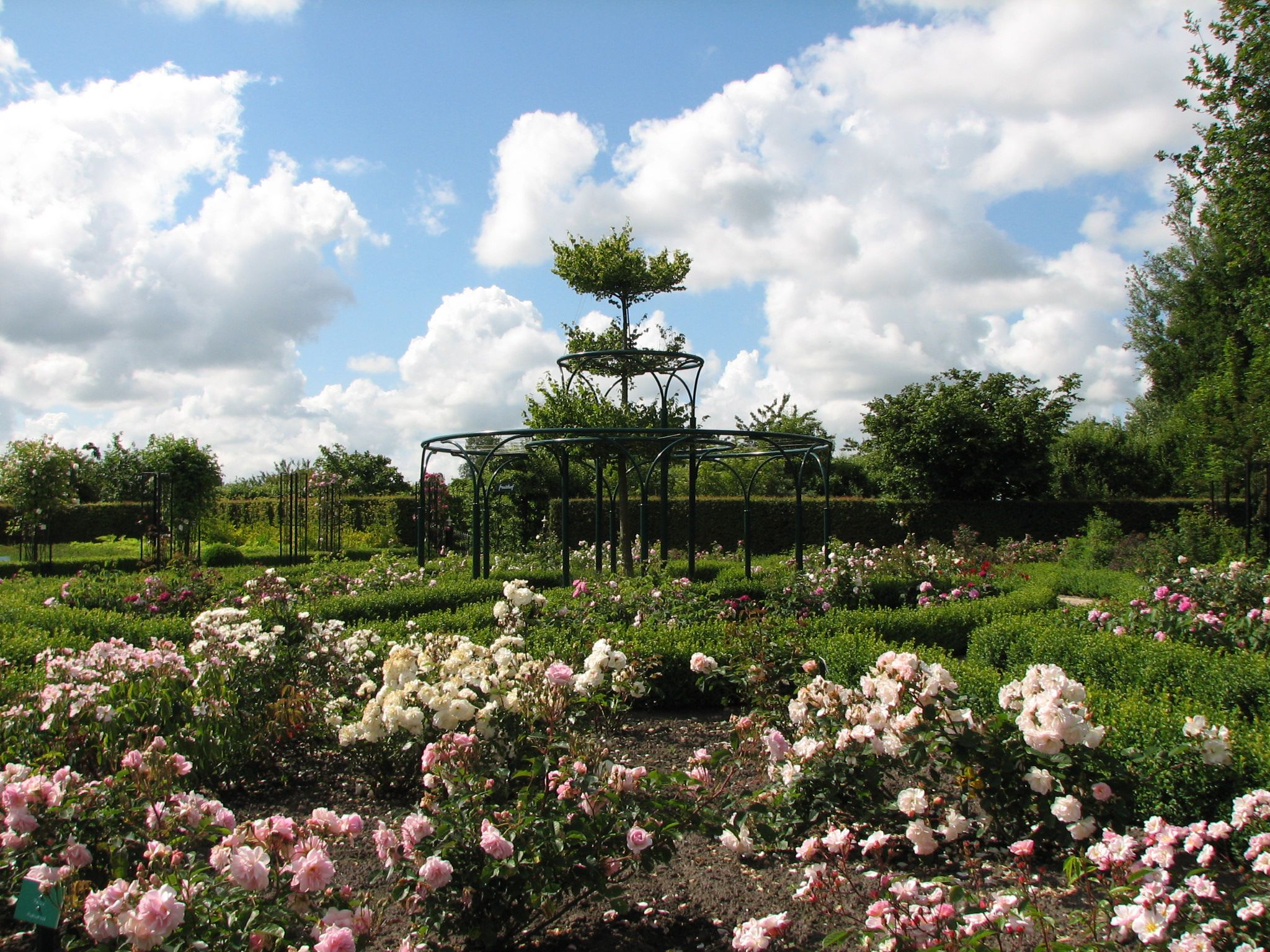
De Kruidhof
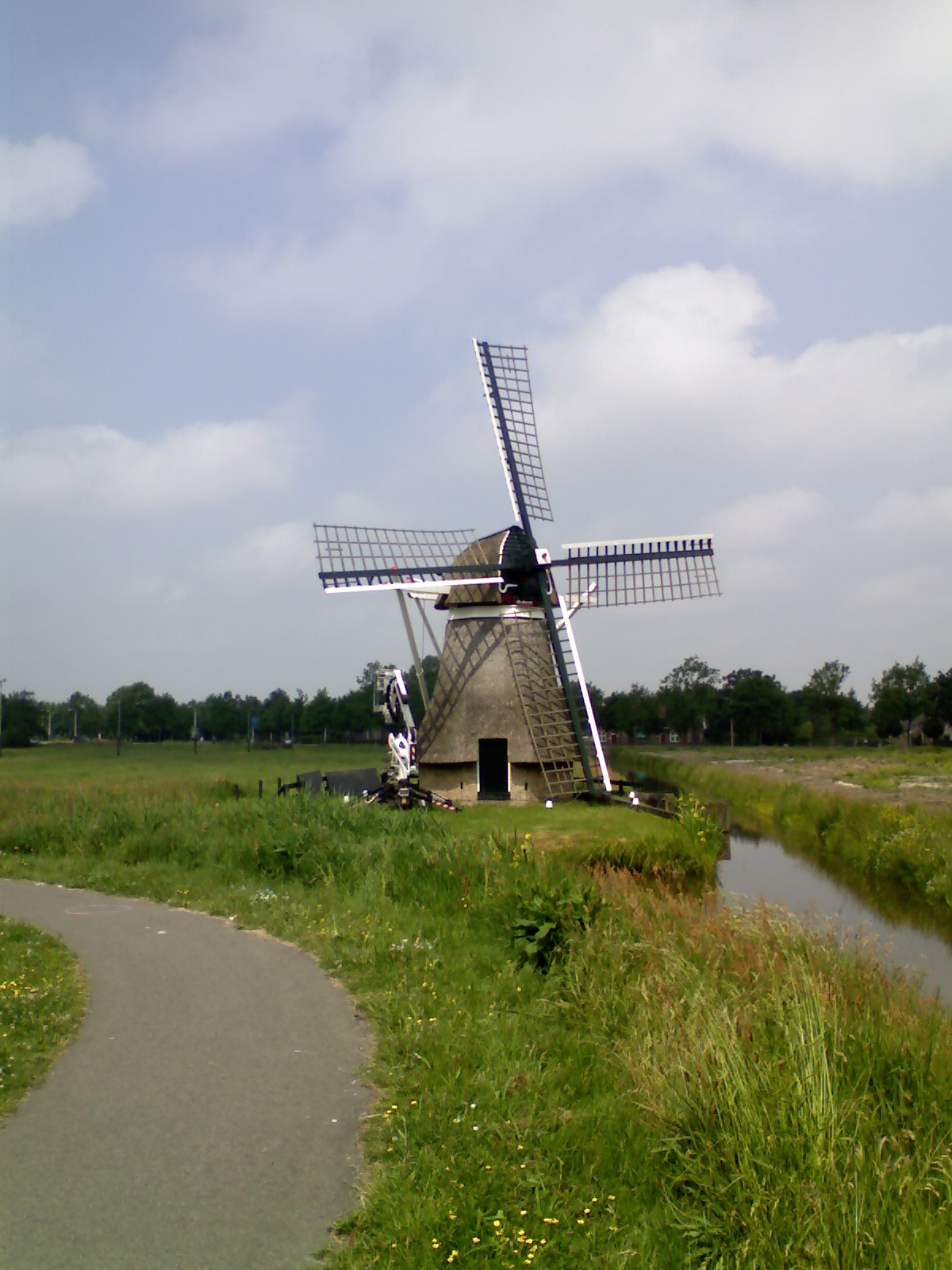
Molen De Mûnts
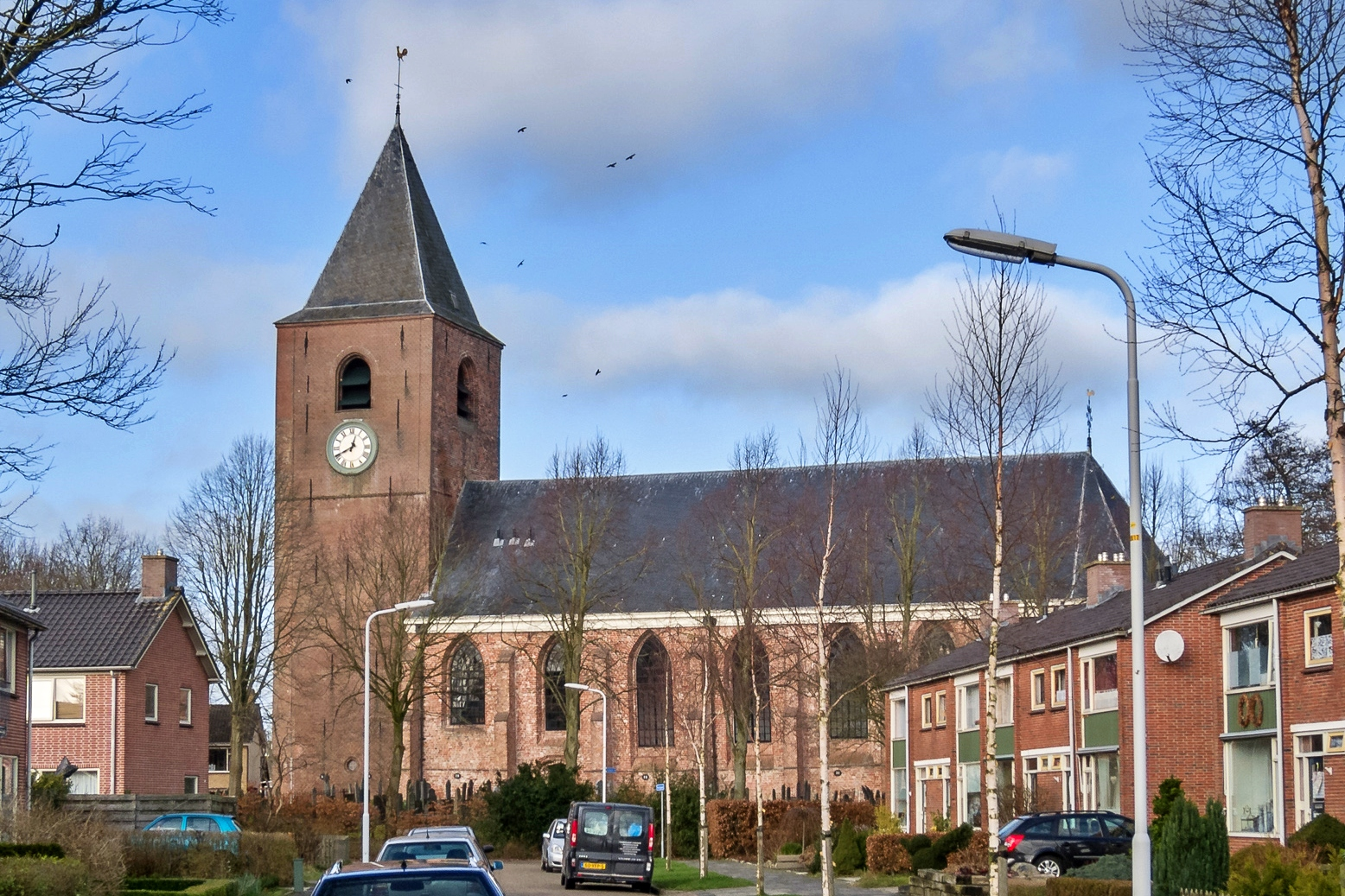
Mariakerk
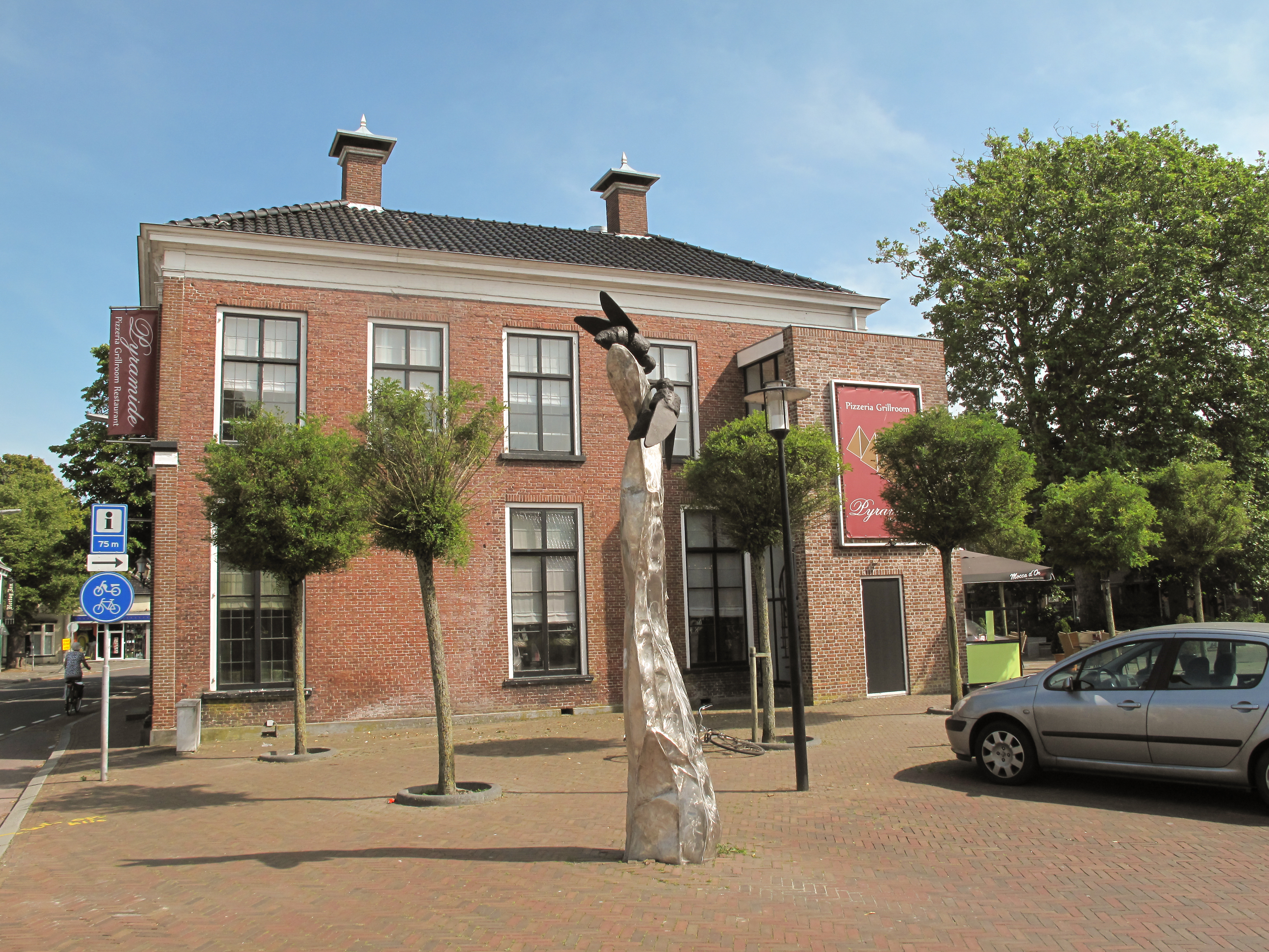
Standbeeld en pizzeria
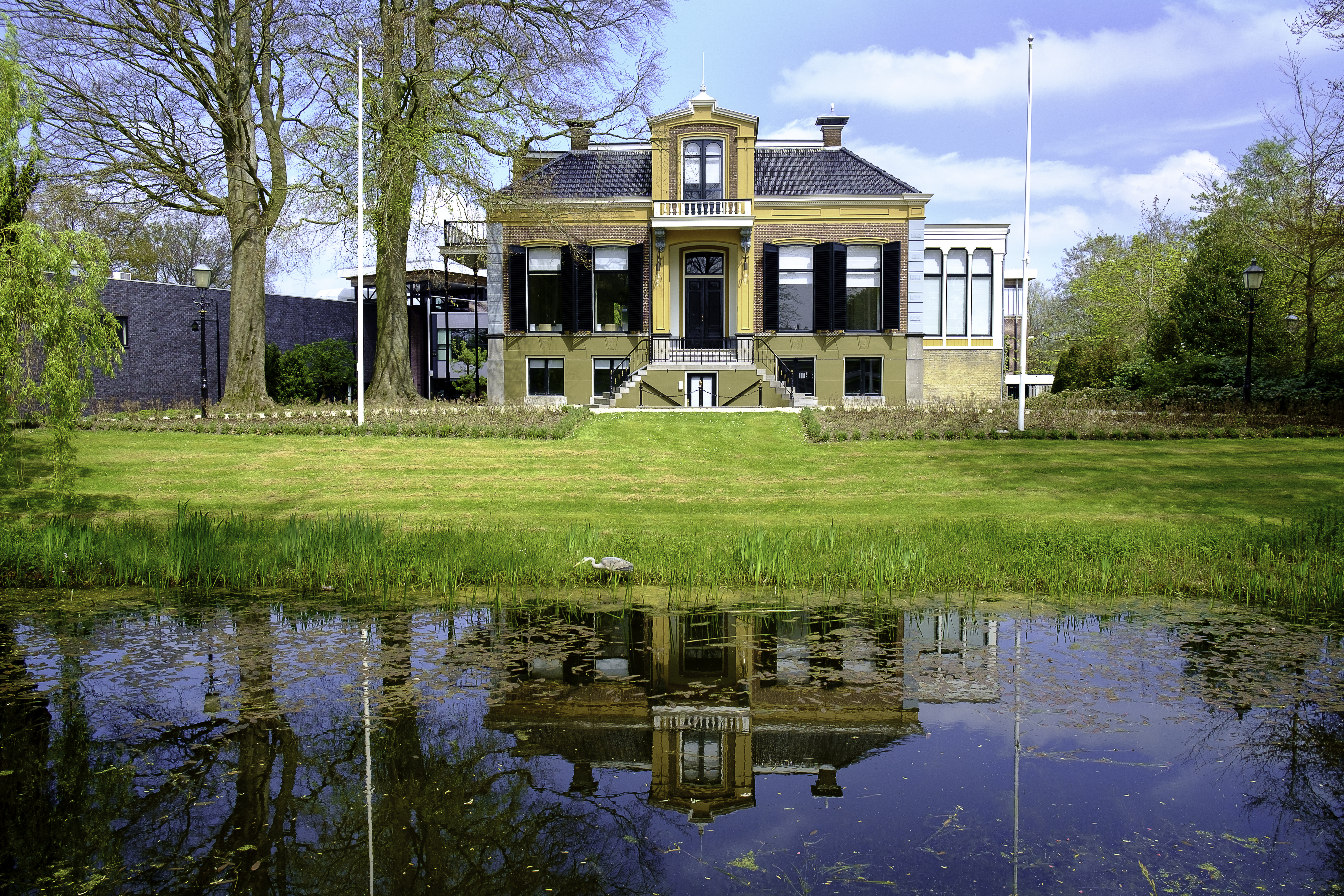
Het Jeltingahuis uit 1877, sinds 1961 onderdeel van het gemeentehuis van Achtkarspelen

## Buitenpost-Zuid
In het begin van de 21ste eeuw zijn in het zuiden van Buitenpost twee nieuwe woonwijken, Mûnewyk en Lutkepost/Buitenpost-zuid, gebouwd.

## Demografie
Aantal inwoners door de jaren heen per 1 januari:
| 1990 | 1992 | 1994 | 1996 | 1998 | 2000 | 2002 | 2004 | 2006 | 2009 | 2012 | 2013 | 2014 | 2015 | 2017 | 2018 | 2019 | 2021 | 2023 |
| ---- | ---- | ---- | ---- | ---- | ---- | ---- | ---- | ---- | ---- | ---- | ---- | ---- | ---- | ---- | ---- | ---- | ---- | ---- |
| 5498 | 5552 | 5605 | 5625 | 5632 | 5639 | 5650 | 5719 | 5762 | 5785 | 5834 | 5851 | 5822 | 5804 | 5762 | 5720 | 5685 | 5770 | 5905 |

## Geboren in Buitenpost
- Martinus van Scheltinga (1656-1726), bestuurder
- Meine Fernhout (1884-1977), politicus
- Jaap Rusticus (1913-1972), kunstenaar
- Jo Bosma (1943-2015), politicus
- Gosse Dam (1950), beeldhouwer
- Bienze IJlstra (1954), dirigent
- Jan Jacob van Dijk (1964), politicus
- Stephan van Hoving (1983), voetballer